# Sulky (paardensport)

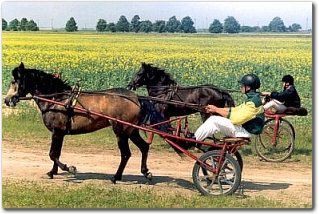
Twee sulky's tijdens een trainingsrit

Een sulky is een lichte tweewielige kar die vooral in de drafsport gebruikt wordt. Het paard, meestal een speciaal voor dat doel gefokte draver, wordt voor de sulky gespannen.
Tussen beide wielen bevindt zich een verbinding met een zitting waarop de pikeur zit. Het paard loopt in het lamoen (of: disselraam). Zijn borsttuig is met strengen verbonden aan de sulky. Het paard wordt bestuurd door middel van leidsels. 
Een wedstrijdsulky weegt hoogstens dertig kilo en rijdt op luchtbanden. De spaken zijn voor de veiligheid meestal afgedekt met kunststofschijven. De modefight is een lichte sulky met korte lamoenstangen. De longshaft is meestal iets zwaarder gebouwd en heeft langere lamoenstangen. 
Trainingssulky's zijn meestal ook zwaarder uitgevoerd en bieden soms plaats aan een tweede persoon, die een jong paard aan de hand kan laten meelopen. 

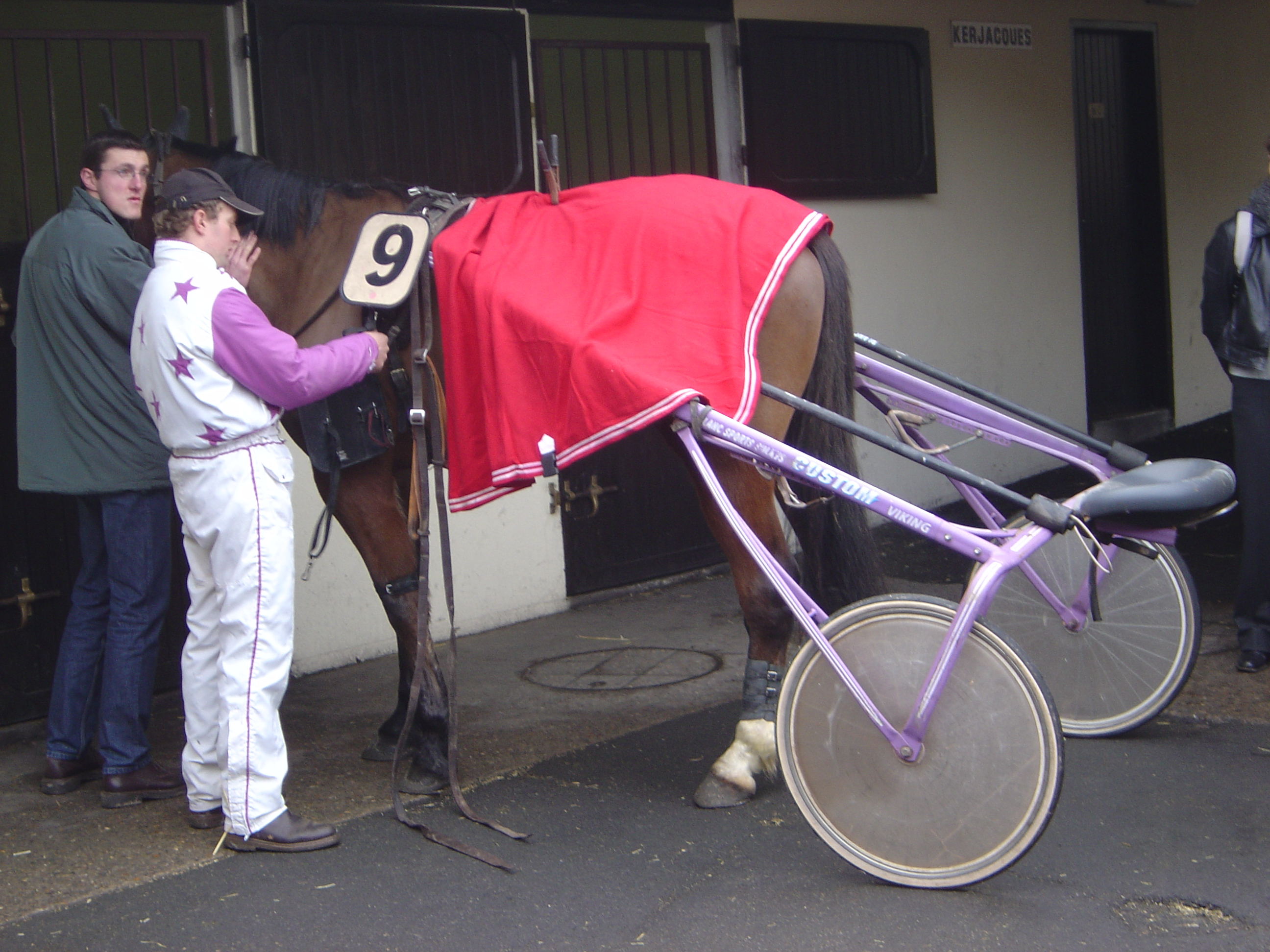
Wedstrijdsulky
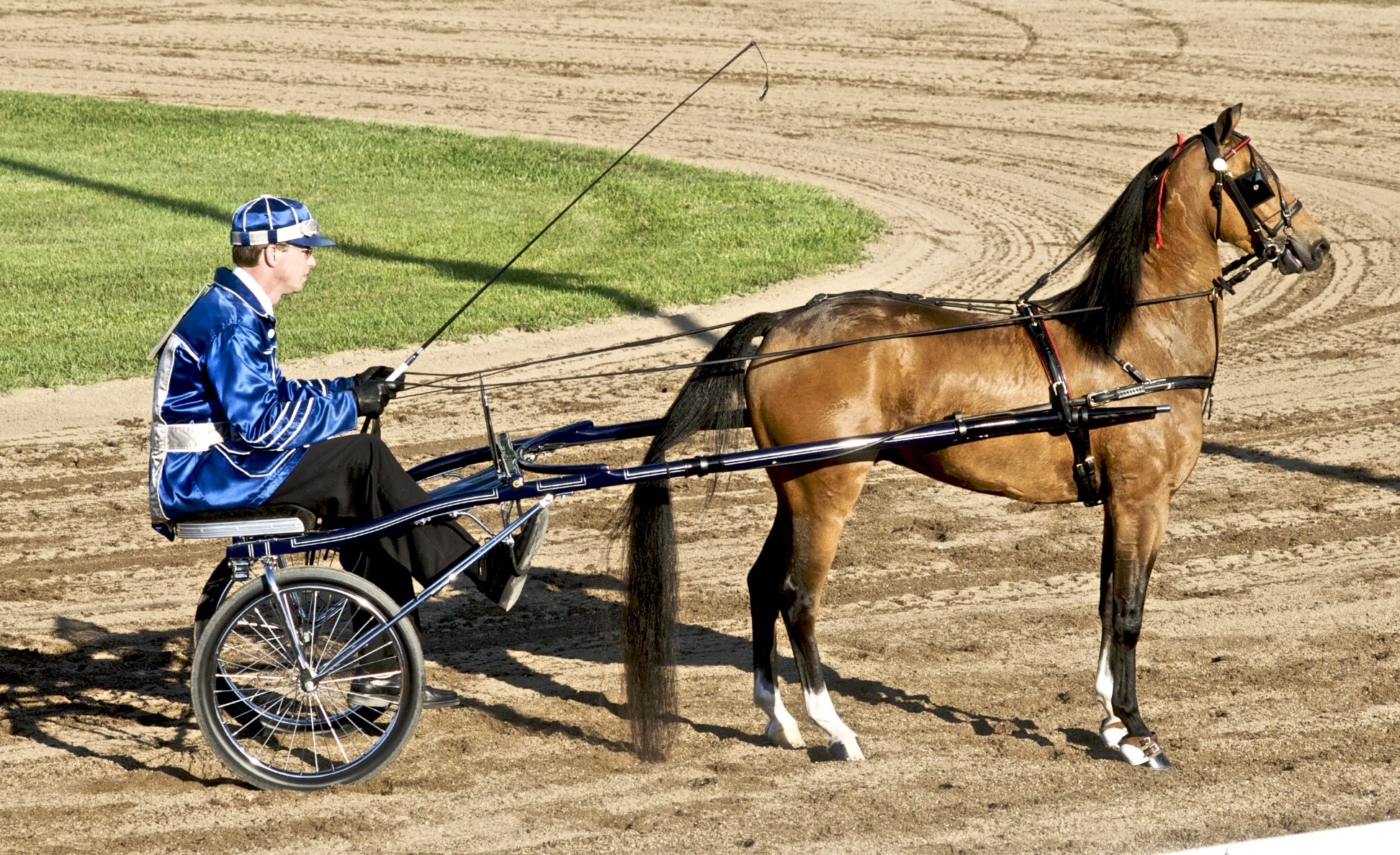
Amerikaanse sulky
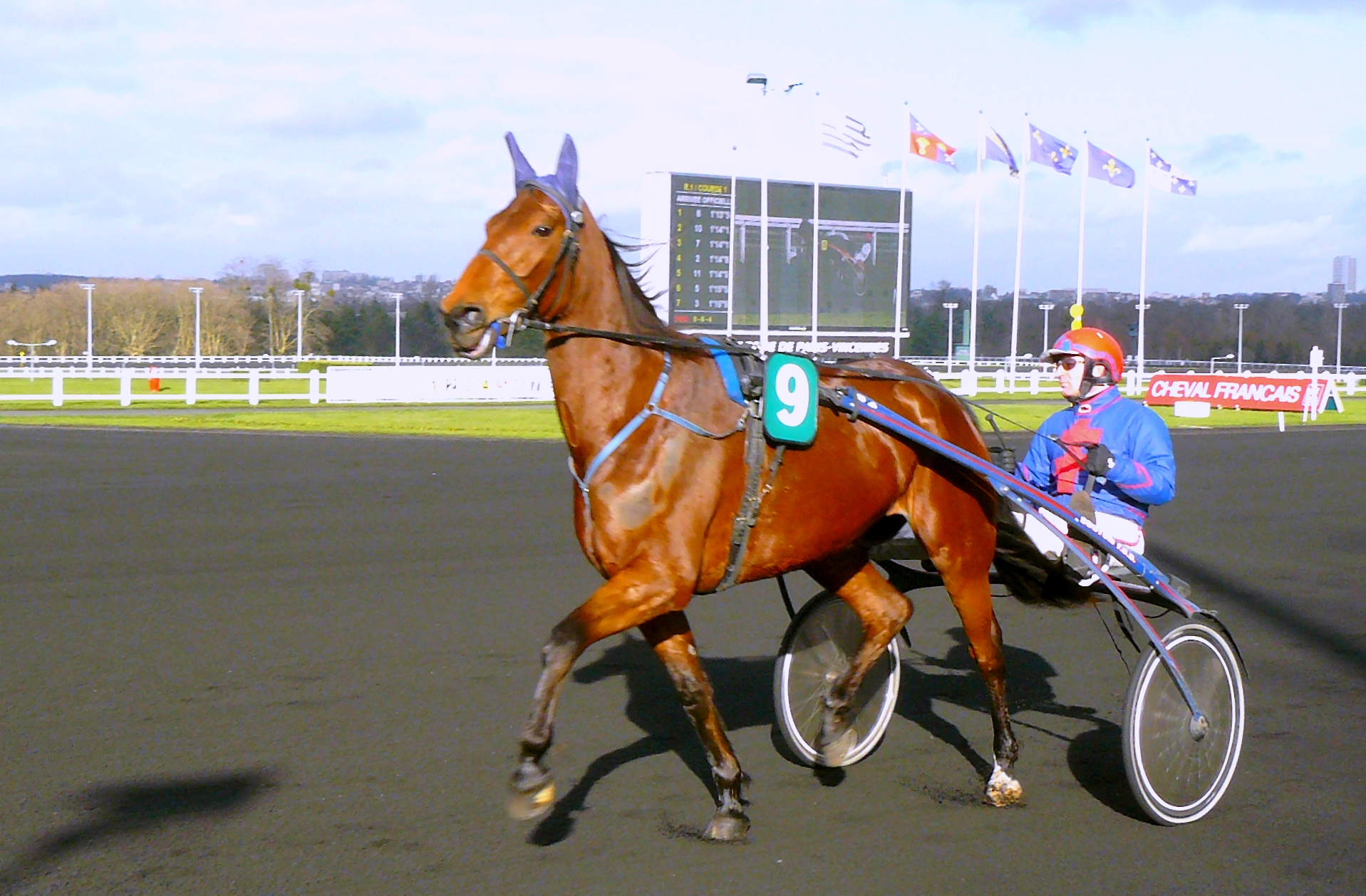
Modefight
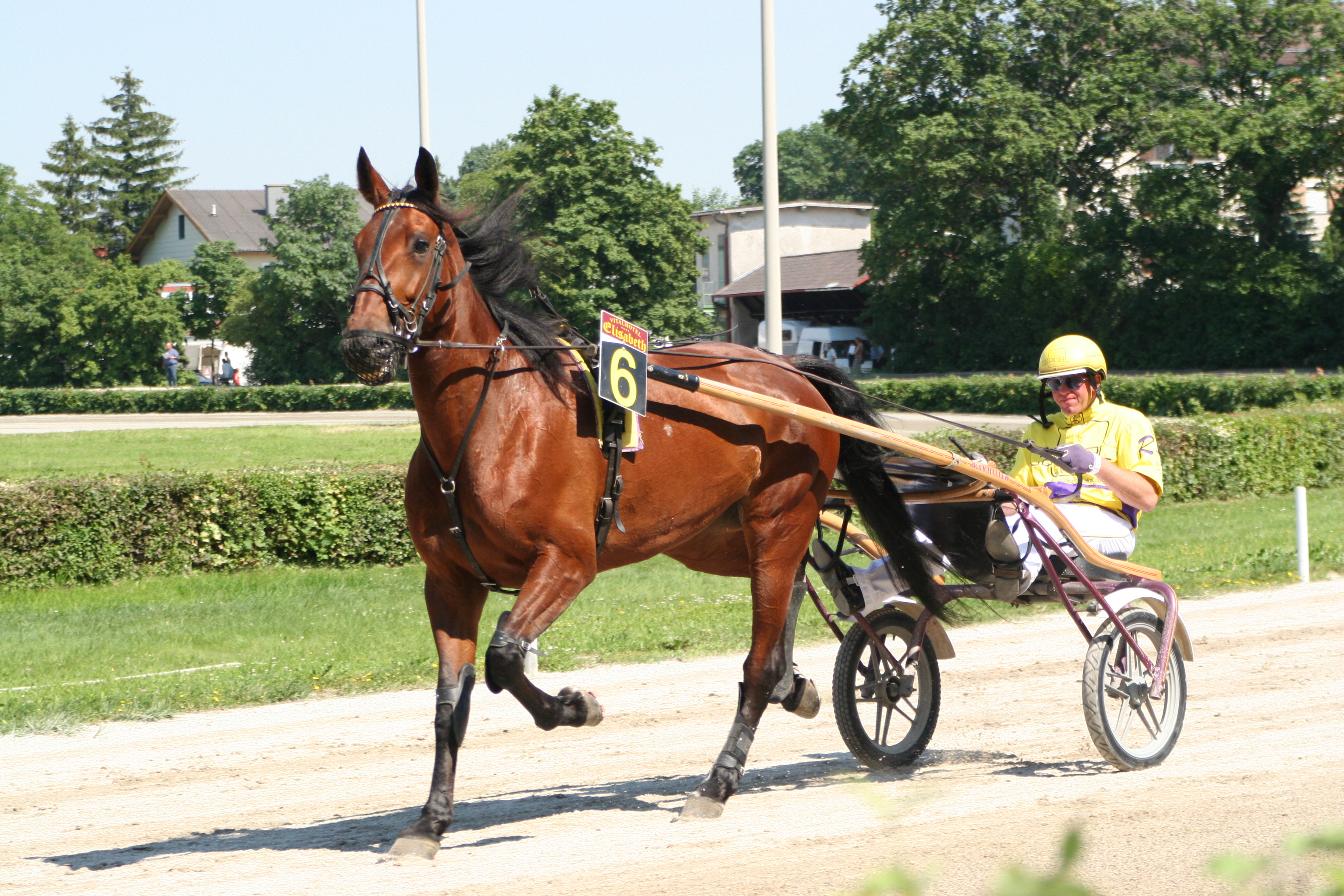
Langshaft